# Bernard Pouderon
Bernard Pouderon, né le 16 septembre 1951 à Saint-Étienne, est un universitaire français, helléniste, spécialiste de la littérature du christianisme ancien et de l'Antiquité tardive.

## Biographie
Bernard Pouderon est professeur émérite de littérature grecque tardive à l'université de Tours, rattaché au Centre d'études supérieures de la Renaissance (UMR-CNRS 7323), et membre senior de l’Institut universitaire de France (honoraire). Auteur de nombreux ouvrages et articles sur la littérature chrétienne des trois premiers siècles, il a dirigé entre autres la publication des trois premiers tomes d'une Histoire de la littérature grecque chrétienne (Les Belles Lettres, 2016-2017), et codirigé le volume de la bibliothèque de la Pléiade consacré aux Premiers écrits chrétiens (Gallimard, 2016).

## Publications

### Ouvrages
- Athénagore d'Athènes philosophe chrétien, Paris, Beauchesne, 1989.
- D'Athènes à Alexandrie : études sur Athénagore et les origines de la philosophie chrétienne, Louvain, Peeters, et Québec, Presses de l'Université Laval, 1997.
- Les Apologistes grecs du second siècle, Paris, Cerf, 2005.
- La Genèse du roman pseudo-clémentin : études littéraires et historiques, Louvain, Peeters, 2012.
- Métamorphoses de Simon le Magicien. Des Actes des apôtres au Faustbuch, Paris, Beauchesne, 2019.

### Éditions critiques
- Athénagore. Supplique au sujet des chrétiens et Sur la résurrection des morts, Paris, coll. « Sources Chrétiennes » n° 379, Cerf, 1992.
- Aristide. Apologie, avec la collaboration de B. Outtier, M.-J. Pierre, M. Guiorgadzé, Paris, coll. « Sources Chrétiennes » n° 470, Cerf, 2003
- Pseudo-Justin. Ouvrages apologétiques, avec la collaboration de C. Bost-Pouderon, M.-J. Pierre, P. Pilard, Paris, coll. « Sources Chrétiennes » n° 528, Cerf, 2009.
- Évhémère de Messène, Inscription sacrée, Introduction, texte grec, traduction et commentaire par Sébastien Montanari et Bernard Pouderon, collection « Fragments », Paris, Belles Lettres, 2022.
- Clément d'Alexandrie, Stromates, livre I, Introduction, texte grec, traduction et commentaire, Paris, coll. « Sources Chrétiennes » n° 633, Cerf, 2023.

## Prix et distinctions
- Prix Victor-Cousin, décerné en 1990 par l'Académie des sciences morales et politiques pour l'ouvrage Athénagore d'Athènes.
- Prix Théodore-Reinach, décerné en 1991 par l'Association pour l'encouragement des études grecques en France pour l'ouvrage Athénagore d'Athènes.
- Prix Alfred-Croiset décerné en 2009 par l'Académie des inscriptions et belles-lettres pour l'ouvrage Les Apologistes grecs du second siècle.
- Chevalier dans l'ordre des Palmes académiques (1996).
- Officier dans l'ordre des Palmes académiques (2006).